# Kuta Donja
Kuta Donja je naseljeno mjesto u općini Foča, Republika Srpska, BiH. Godine 1952. spajanjem Kute Gornje, Kute Donje, Risjaka i Trebične (Trebičine) (Sl.list NRBiH, br.11/52) stvoreno je novo naselje Kuta. Nalazi se južno od rijeke Bistrice i prometnice M18 te zapadno od Drine, na 43°30'13" sjeverne zemljopisne širine i 18°40'54" istočne zemljopisne dužine, u rasponu od 585 metara do 764 metra nadmorske visine.